# لاسلو دایکا
لاسلو دایکا (مجاری: László Dajka؛ زادهٔ ۲۹ آوریل ۱۹۵۹) یک بازیکن فوتبال، و سرمربی (فوتبال) اهل مجارستان است.
از باشگاه‌هایی که در آن بازی کرده‌است می‌توان به لاس پالماس اشاره کرد.
وی همچنین در تیم ملی فوتبال مجارستان بازی کرده است.